# Begonia blancii
Espèce
Begonia blancii est une espèce de plantes à fleurs de la famille des Begoniaceae. Ce bégonia est endémique de l'île de Palawan, aux Philippines. L'espèce fait partie de la section Diploclinium. Elle a été décrite en 2011 par les botaniste Mark Hughes et son homologue chinois Ching-I Peng. L'épithète spécifique blancii signifie « de Blanc » en hommage au botaniste Patrick Blanc.

## Description

### Publication
Hughes, M., Rubite, R.R., Kono, Y. & Peng, C-I. (2011). Begonia blancii (sect. Diploclinium), a new species endemic to the Philippine island of Palawan. Botanical Studies 52:203-209.

## Répartition géographique
Cette espèce est originaire des Philippines. Elle est endémique de Palawan, une île du Sud-Ouest des Philippines.